# Никифор Малеин
Никифор Малеин (на гръцки: Νικηφόρος ὁ Μαλεῖνος или Μαλεΐνος) е византийски аристократ, заемал военна длъжност през 60-те години IX век.

## Живот
Никифор е първият известен член на семейство Малеини. Предполага се, че е син или брат на Евстатий Малеин, а някои подозират, че той всъщност е чичо или баща на последния. В изворите Никифор не се споменава с конкретни титли или длъжности, но се предполага, че е бил на длъжност в армията. Противник на Симватий и Георги Пигани, през 866 г. той първоначално разпространява документи срещу двамата в армията, след което успява да залови Симватий в Акилизина и го отвежда в църквата „Свети Мама“ пред император Михаил III Пияницата (842 – 867). Някои автори предполагат, че той е бащата на Лъв Малеин.